# Anomalotinea gardesanella
Anomalotinea gardesanella är en fjärilsart som beskrevs av Hartig 1950. Anomalotinea gardesanella ingår i släktet Anomalotinea och familjen äkta malar.
Artens utbredningsområde är Italien. Inga underarter finns listade i Catalogue of Life.